# Desigualtat de Cauchy-Schwarz
En matemàtiques, la desigualtat de Cauchy-Schwarz, també coneguda com a desigualtat de Schwarz, desigualtat de Cauchy o desigualtat de Cauchy-Bunyakovski-Schwarz és una desigualtat molt útil present en moltes àrees, com ara l'àlgebra lineal aplicada a vectors, l'anàlisi aplicada a sèries infinites i integració de productes, i en teoria de probabilitats, aplicada a variàncies i covariàncies.
La desigualtat per sumes va ser publicada per Augustin Cauchy (1821), mentre que la corresponent desigualtat per a integrals va ser establerta per Viktor Yakovlevich Bunyakovski (1859) i redescoberta per Hermann Amandus Schwarz (1888).
La desigualtat de Cauchy-Schwarz estableix que per a tot parell de vectors x i y d'un espai de producte intern real o complex, 
{\displaystyle |\langle x,y\rangle |^{2}\leq \langle x,x\rangle \cdot \langle y,y\rangle .}
De la mateixa manera, prenent l'arrel quadrada als dos costats i referint-se a la norma dels vectors, la desigualtat s'escriu:
{\displaystyle |\langle x,y\rangle |\leq ||x||\cdot ||y||.}
Addicionalment, ambdós costats són iguals si, i només si, x i y són linealment dependents.
La desigualtat de Cauchy-Schwarz és usada per demostrar que el producte intern és una funció contínua respecte a la topologia induïda pel mateix producte intern. També s'utilitza per demostrar la desigualtat de Bessel.
La formulació general del principi d'incertesa de Heisenberg es deriva usant la desigualtat de Cauchy-Schwarz en l'espai de producte intern de les funcions d'ona físiques.